# Anthurium grande
Anthurium grande är en kallaväxtart som beskrevs av William Bull. Anthurium grande ingår i släktet Anthurium och familjen kallaväxter. Inga underarter finns listade.